# ハーレーダビッドソン・XLCR
ハーレーダビッドソン・XLCRは、1977年から1979年にかけてハーレーダビッドソン社が製造したカフェレーサータイプのオートバイである。

## 概要
1977年、ハーレーダビッドソン社は、これまで同社が生産してきたクルーザー型バイクとは全く異なるカフェレーサータイプのモデル・XLCRを発表し、周囲を驚かせた。
XLCRの開発は、小さな工房の奥で極秘裏に構想された。XLCRの開発プロジェクトを支えたのは、 ウィリー・G・ダビッドソン（Willie G. Davidson、創業者の一人であるウィリー・A・ダビッドソンの孫）、ジム・ハウバート（Jim Haubert）、ボブ・モデロ（Bob Modero）のわずか3人であった。ハーレーダビッドソン本社では、ジョン・ダビッドソン社長とスタッフ1名だけがこの極秘プロジェクトの存在を把握していた。
ハーレーダビッドソンがXLCRを開発した目的は、アメリカ国内のバイク市場で日本製・イタリア製のバイクに対抗するとともに、アメリカ国内の顧客にイギリスのカスタムバイクのコンセプトを取り入れたスポーツバイクを提供することであった。
1977年にXLCRのプロトタイプが完成し、この年にデイトナビーチで開催された「バイクウィーク（Bike Week）」で発表された。プレスのXLCRに対する第一印象は良好で、ハーレーダビッドソンは工場における生産開始を決定した。
XLCRのデザインは、ハーレーダビッドソンの他のモデルとは対照的である。XLCRの燃料タンクは、容量が他のモデルよりやや小型の3.3ガロン（12.5リッター）で、形状はXLCR全体のデザインに合わせて幅が狭く、長い。さらに、カフェレーサーらしく、小型のフェアリングが装着されている。
XLCRは、切り詰められたリアフェンダー、ドラッグバー、小型の「ビキニ」ウィンドスクリーン（「ビキニカウル」とも呼ばれる）、細いフロントフェンダー、再設計された燃料タンク、 ハーレーダビッドソン・XR-750スタイルの短い1人用シート、専用のデュアルエグゾーストなどを採用している。またXLCRは、ハーレーとしては初めてのクロームメッキを一切使用しないモデルとなった。同じ黒色でも各部によって質感を変えてあり、鋳鉄製のV型2気筒エンジンのプライマリーカバーにまで黒く荒々しい結晶塗装が施され、エキゾーストシステムはつや消し、エアクリーナーは光沢を持たせてある。タンクエンブレムは金色のバー＆シールドとなっている。
XLCRは、ハーレーダビッドソンとしては初となるキャストスポークホイールを採用したモデルである（ハーレーダビッドソンは伝統的に、ワイヤースポークホイールを採用していた）。
フロントデュアルディスクブレーキ、ヘッドライナー、オールブラックペイントもXLCRが初めて採用した。この色は、後に2つの「スタージス（Sturgis）」リミテッドシリーズ、ナイトトレイン、ダイナFXDX、「ダークカスタム（Dark Custom）」シリーズに採用された。

## 性能
鋳鉄製のエンジンはハーレーダビッドソン・1000スポーツスター(XL)のものを使用しており、68馬力を発生する。このことが「XLCR（XL Cafe Racer）」という車名の由来となっている。XLCRは他のスポーツスターと同じ「ショベルヘッド」エンジンを搭載しているが、左右出しのマフラーにより、XLと比べて5馬力高くなっている。『Motorcycle News』誌1977年4月号のテストでは、120.48 mph（193.9 km/h）を記録している。これは、ハーレーダビッドソンのレーシング部門が、XLCRのエンジンチューニングを行なったためと考えられる。当時のカタログには「ミルウォーキー工場で生産する最もパワフルなモデル」と記載されていた。
XLCRの運転は、きわめて難易度が高い。フェアリングは、風に対する最小限の保護機能を備えているに過ぎず、ウインドスクリーンが小型なため、雨天時は雨がライダーを直撃する。さらにハンドルは前方の高い位置にあり、フットレストも非常に後方に位置するため、ライダーが適正な運転姿勢を確保することが難しい。

## 商業的失敗から稀少モデルへ
XLCRは、商業的には完全な失敗作であった。ハーレーダビッドソン初の「カフェレーサー」は、同社の顧客層を惹きつけなかった。ハーレーダビッドソンの顧客層は大型のウィンドスクリーンやサドルバッグ、2人乗りシート、スーパーグライド（FXモデル）の3.5ガロンタンクを装備した「スポーツスター」や「ツーリングバイク」を好んだのである。
また、XLCRは上述の運転の難しさに加えて、十分なスポーティさを有していたとも言えなかった。ホイールベースが長くクルーザーバイクのようなステアリングジオメトリにより「過眠症患者のように曲がらないバイク」「無気力な性能」などと酷評された。さらに、イタリア製のライバルに対抗するには、3600ドルという価格は当時としては高すぎた。例えば、同時期に販売されたモトグッツィ・ルマンは価格がXLCRよりも25％安く、はるかにパワフルだった。
当時の広告では、XLCRは限定生産と書かれていたにもかかわらず、生産台数は明示されなかった。このモデルに対する当初のプレスの熱狂的な歓迎が消費者に届くことはなく、ハーレーの固定客からは「完全に無視された」。そのため、XLCRは3年間でわずか3,133～3,134台しか生産されなかった（1979年に発売されたハーレーダビッドソンの8～9モデルはスペアパーツで作られたため、正確な生産台数が不明である）。最大50％の値引きをしても売れないXLCRを、数年間ショールームに置いていた販売店もあった。
しかし、時間の経過とともに状況は一変する。XLCRは生産台数が少なかったことから稀少モデルとなり、コレクターズアイテムになったのである。
例えば、2004年のサザビーズのオークションで、1978年モデルのXLCRが9,900米ドル（2004年8月13日のTTMレートで換算して約111万円）で落札された。2013年のオーストラリアのオークションでは、1977年モデルのXLCRが12,000オーストラリアドル（2013年4月1日のTTMレートで換算して約112万円）で落札された。  2010年の ボナムズのオークションでは、1977年のXLCRが14,087英国ポンド（2010年末のTTMレートで約185万円）で落札されている。
2022年現在、日本国内で販売されているXLCRの多くは価格応談となっており、店舗によっては400万円を超えるプライスタグを付けている場合もある。なお、ハーレーダビッドソンの日本法人設立は1989年であり、日本に現存するXLCRは全て並行輸入車である。

## 漫画『あいつとララバイ』に登場するXLCR
楠みちはるの作品『あいつとララバイ』では、横浜最強の暴走族だった「本牧ベイカーズストリート」の元リーダーである沢木竜一がXLCRに乗っている。沢木のXLCRはビキニカウルが取り外され、排気系、セパレートハンドル化、フロントのブレーキキャリパーをフォーク前に移植するなどのカスタムが多数施されている。

## 映画『ブラック・レイン』に登場するモデルと、綾部祐二が所有するXLCR
フランス語版WikipediaのXLCRの項目や、複数の文献には、映画『ブラック・レイン』の主人公である刑事ニックのバイクがXLCRであると記載されているが、誤りである。ニックのバイクはハーレーダビッドソン・スポーツスターにカフェレーサーのカウルを装着して、XLCR風にカスタムした車両である。
芸人の綾部祐二は映画『ブラック・レイン』の大ファンで、バイク店の店頭で見かけたXLCRがニックが乗っていたカスタムハーレーに似ていたことから、バイク好きのケンドーコバヤシにも相談の上、購入した。
ケンドーコバヤシはXLCRの運転の難易度が高いことを知っているため、綾部に「ザコは乗るな！」「翌日の朝になってもまだ思いがあるなら買ってよし！」とアドバイスしたという。綾部によるとXLCRの運転はケンドーコバヤシのアドバイス通りかなり難しいようで、クラッチレバーが重すぎて30分乗っただけで腕がパンパンになるという。メカニックにクラッチレバーのカスタムを相談したが、XLCRのオリジナルを崩すのは勧めないと言われ、重いクラッチレバーの操作に慣れることに専念した。また、右太ももの内側に当たる熱だけは我慢できず、自分が履くパンツの中に生地を一枚貼っているという。